# Trebichava
Trebichava (Hongaars: Terbók) is een Slowaakse gemeente in de regio Trenčín, en maakt deel uit van het district Bánovce nad Bebravou.
Trebichava telt 38 inwoners.